# NGC 2102
NGC 2102 је расејано звездано јато у сазвежђу Златна риба које се налази на NGC листи објеката дубоког неба.
Деклинација објекта је - 69° 29' 14" а ректасцензија 5h 42m 20,6s. Привидна величина (магнитуда) објекта NGC 2102 износи 11,4. NGC 2102 је још познат и под ознакама ESO 57-SC29.